# ゴールデンフェニックス
ゴールデンフェニックス(Golden phoenix)は、シグマ社から発売されたメダルゲーム。著作権の所がaruze.corpになっている

## 基本ルール
1ベットで8ライン全てが有効となる9リール8ラインのスロットマシン。ライン上に同じ絵柄が揃うかセンターに特定の絵柄が出現すると配当となる。

## センター
センターにタマゴの絵柄が出るとボーナス抽選が行われる。揃った絵柄によってそれぞれの恩恵がある。
- 中身が空のタマゴ  - ブランクと同じハズレ扱い。

- 数字が書いてあるタマゴ - 数字×ベット枚数の配当を得られる。タマゴの数字は1~50。

- ワイルド絵柄のタマゴ - 「ゴールデンフェニックス」絵柄に変化すると後述の「ゴールデンフェニックスフィーチャー」に突入する。変化しなかった場合は通常のワイルドとして扱われる。また、センターにワイルド絵柄が直接出現した場合もこの抽選が行われる。

## ゴールデンフェニックスフィーチャー
センターのワイルドが「ゴールデンフェニックス」に変化すると突入する。
センターのワイルドが周囲8ヶ所を回ったあとセンターに戻ってきて、ワイルドが絡んでいる所が配当となる。

## ダブルダウンゲーム
配当が発生した時、5000枚以下だとと挑戦できる。ディーラーより強い絵柄を選べば配当が2倍となる。
同じ絵柄が3つ揃うとスペシャルボーナスを獲得できる。また、数字が書かれたタマゴを選ぶと書かれた数字×ダブルダウンベットが支払われる。また、選んだリールのワイルドがゴールデンフェニックスに変化するとゴールデンフェニックスが3つのリールを飛び回り、他のリールがブランク以外ならばスペシャルボーナスを獲得できる。(例1:7 ブランク　ゴールデンフェニックスで右を選んだ場合、7のスペシャルボーナスを獲得できる。) 
(例2:7 7 ゴールデンフェニックスの場合、選んだリールに関わらず7のスペシャルボーナスを3回獲得できる)